# 欧内斯特·道森
欧内斯特·克里斯托弗·道森（Ernest Christopher Dowson；1867年8月2日—1900年2月23日）是一位英格兰诗人、小说家，经常与頹廢主義運動联系在一起。

## 生平
欧内斯特·道森于1867年出生于英格兰李。他的叔祖父是新西兰总理阿尔弗雷德·多梅特。道森曾就读于牛津大学王后学院，但在1888年3月辍学。
1888年11月，道森开始在道森父子公司工作，这是他父亲在东伦敦萊姆豪斯的干船坞公司。道森是押韵俱乐部（Rhymers' Club）的成员，《黄皮书》和《萨沃伊》等文学杂志的撰稿人，也创作过小说《紫罗兰夫人》（Madame de Viole）等。道森还翻译过一些法国小说，包括巴尔扎克、龔古爾兄弟以及皮埃尔·肖代洛·德拉克洛的《危險關係》。
1889年，道森迷上了一位11岁的女孩阿德莱德·福尔蒂诺维茨（Adelaide "Missie" Foltinowicz）。她是一位波兰餐馆老板的女儿。1892年，道森皈依天主教，并于1893年向当时15岁的福尔蒂诺维茨求婚，但遭到拒绝，后来她嫁给了一个裁缝。
1894年8月，道森患有肺结核的父亲死于过量服用水合氯醛。1895年2月，他的母亲也因肺结核上吊自杀。她死后不久，道森的健康状况开始迅速恶化。伦纳德·史密瑟斯给了道森一笔钱，让他住在法国为他做翻译。然而，1897年道森又回到伦敦，与福尔蒂诺维奇一家住在一起。
1899年，罗伯特·谢拉德在一家酒吧里发现了身无分文的道森，让他住到自己卡特福德的家里。1900年2月23日，道森在卡特福德去世，享年32岁。他被安葬在伦敦布罗克利和莱迪韦尔公墓（Brockley and Ladywell Cemeteries）。